# Tom Sawyer (canción)
«Tom Sawyer» es una canción de la banda canadiense de rock progresivo Rush, publicada en 1981 como parte del álbum Moving Pictures. Junto a «Red Barchetta» y «Limelight», es una de las canciones más populares de las creaciones de Rush.

## Composición
Esta canción fue escrita por el bajista / cantante / tecladista Geddy Lee, el guitarrista Alex Lifeson y, el principal compositor de la banda, Neil Peart. También colaboraron Pye Dubois de la banda Max Webster, que también escribió las canciones de Rush "Between Sun and Moon", "Test For Echo" y "Force Ten".
De acuerdo con el programa de radio estadounidense In the Studio with Redbeard, "Tom Sawyer" se produjo durante unas vacaciones de verano de ensayo que se pasó en la granja de Ronnie Hawkins, a las afueras de Toronto. Neil Peart se presentó con un poema de Dubois llamado "Louis the Lawyer" ("Luis el abogado"). Lee y Alex Lifeson ayudaron a transformar el poema en la canción que ahora se conoce.

### Músicos
- Alex Lifeson: guitarra eléctrica
- Geddy Lee: teclado/bajo/voz
- Neil Peart: batería

## Premios y apariciones en listas
«Tom Sawyer» llegó al puesto #25 en la lista de UK Singles (Sencillos de Reino Unido, por su siglas en inglés "United Kingdom Singles") en octubre de 1981. Alcanzó en los US Billboard Hot 100 (Los 100 más calientes de la Cartelera en Estados Unidos, por sus siglas en inglés "United States Billboard Hot 100") el lugar #44. Finalmente en el lugar #8 en el Billboard Top Tracks (La Cartelera de las pistas más altas, por sus siglas en inglés). En 2009 fue nombrado el número 19 en la lista las mayores canciones de hard rock de todos los tiempos por VH1.

## Versiones
En 2002, el grupo de nu-metal Deadsy —liderado por Elijah Blue Allman— incluyó una versión de «Tom Sawyer» en su debut discográfico Commencement.